# Роже (Хорватія)
Роже (хорв. Rože) — населений пункт у Хорватії, в Сплітсько-Далматинській жупанії у складі міста Триль.

## Населення
Населення за даними перепису 2011 року становило 32 осіб.
Динаміка чисельності населення поселення:

## Клімат
Середня річна температура становить 9,79 °C, середня максимальна – 23,02 °C, а середня мінімальна – -4,68 °C. Середня річна кількість опадів – 989 мм.
| Клімат поселення                              | Клімат поселення | Клімат поселення | Клімат поселення | Клімат поселення | Клімат поселення | Клімат поселення | Клімат поселення | Клімат поселення | Клімат поселення | Клімат поселення | Клімат поселення | Клімат поселення | Клімат поселення |
| Показник                                      | Січ.             | Лют.             | Бер.             | Квіт.            | Трав.            | Черв.            | Лип.             | Серп.            | Вер.             | Жовт.            | Лист.            | Груд.            |                  |
| Середній максимум, °C                         | 7,55             | 7,88             | 10,94            | 14,60            | 19,00            | 22,56            | 23,02            | 22,91            | 19,10            | 15,19            | 10,39            | 7,59             |                  |
| Середня температура, °C                       | 1,43             | 1,78             | 4,82             | 8,48             | 12,88            | 16,44            | 18,61            | 18,50            | 14,68            | 10,77            | 5,95             | 3,14             |                  |
| Середній мінімум, °C                          | −4,68            | −4,34            | −1,29            | 2,38             | 6,78             | 10,32            | 14,16            | 14,06            | 10,25            | 6,34             | 1,54             | −1,27            |                  |
| Норма опадів, мм                              | 78               | 71               | 73               | 83               | 67               | 71               | 47               | 60               | 87               | 113              | 130              | 109              |                  |
| Середньомісячна швидкість вітру, м/с          | 2.61             | 2.98             | 3.02             | 2.88             | 2.58             | 2.28             | 2.23             | 2.16             | 2.39             | 2.52             | 2.92             | 3.02             |                  |
| Середньомісячна сонячна радіація, кДж/м²·день | 5457             | 8151             | 11864            | 16042            | 19680            | 22274            | 24103            | 21188            | 15798            | 10394            | 5998             | 4652             |                  |
| --------------------------------------------- | ---------------- | ---------------- | ---------------- | ---------------- | ---------------- | ---------------- | ---------------- | ---------------- | ---------------- | ---------------- | ---------------- | ---------------- | ---------------- |
| Джерело:                                      |                  |                  |                  |                  |                  |                  |                  |                  |                  |                  |                  |                  |                  |